# Guido Looser
Guido Looser (* 18. August 1892 in Kappel, Kanton St. Gallen; † 15. November 1937 in Oetwil, Kanton Zürich) war ein Schweizer Schriftsteller.

## Leben
Guido Looser besuchte ein Gymnasium in Zürich und studierte danach ab 1912 Geschichte, Germanistik und Geografie an den Universitäten in Zürich und Berlin; 1918 promovierte er in Zürich mit einer Arbeit über Theodor Mommsen zum Doktor der Philosophie. Anschließend war er als Lehrer an der Kantonsschule in Zürich tätig. Ab 1922 litt er zunehmend unter Depressionen, die zu längeren Klinikaufenthalten in Kreuzlingen und Oetwil führten. Looser nahm sich 1937 angesichts der Unmöglichkeit, angemessene Krankenhausaufenthalte weiterhin finanzieren zu können, das Leben. 
Guido Looser verfasste Romane, Essays und Gedichte. Ein Großteil seiner kleineren Prosaarbeiten erschien in Zeitungen und Zeitschriften. Loosers Werk ist stark beeinflusst von seinem psychischen Leiden und kreist um die Themen Krankheit, Melancholie und Tod.

## Werke
- Mommsens Kunst der Darstellung: Studien zu seiner Römischen Geschichte; (Diss.) Zürich 1918
- Nachglanz: Gedichte; Rhein, Basel 1925
- Josuas Hingabe; Huber, Frauenfeld 1928
- Die Würde; Huber, Frauenfeld / Leipzig 1934
- Nur nie jemandem sagen, wohin man reist; Hrsg. Charles Linsmayer; Huber Frauenfeld / Stuttgart / Wien 1998; ISBN 3-7193-1158-9